# PSV in het seizoen 2025/26 (vrouwen)
Het seizoen 2025/26 is het veertiende jaar in het bestaan van het Eindhovense vrouwenvoetbalelftal van PSV. De club komt uit in de Eredivisie en neemt ook deel aan het toernooi om de KNVB Beker.

## Selectie en technische staf

### Selectie
| Nr.             | Nat.                 | Naam                   | Competitie  | Competitie  | Beker       | Beker       | Eredivisie Cup | Eredivisie Cup | Totaal      | Totaal      | Seizoen bij PSV | Vorige club         | Contract     |
| Nr.             | Nat.                 | Naam                   | W           | Goal        | W           | Goal        | W              | Goal           | W           | Goal        | Seizoen bij PSV | Vorige club         | Contract     |
| Doelvrouwen     | Doelvrouwen          | Doelvrouwen            | Doelvrouwen | Doelvrouwen | Doelvrouwen | Doelvrouwen | Doelvrouwen    | Doelvrouwen    | Doelvrouwen | Doelvrouwen | Doelvrouwen     | Doelvrouwen         | Doelvrouwen  |
| --------------- | -------------------- | ---------------------- | ----------- | ----------- | ----------- | ----------- | -------------- | -------------- | ----------- | ----------- | --------------- | ------------------- | ------------ |
| 1               | Vlag van België      | Nicky Evrard           | 0           | 0           | 0           | 0           | 0              | 0              | 0           | 0           | 2e              | Chelsea             | 30 juni 2028 |
| 16              | Vlag van Nederland   | Lisan Alkemade         | 0           | 0           | 0           | 0           | 0              | 0              | 0           | 0           | 5e              | Jeugd               | 30 juni 2027 |
| 26              | Vlag van Nederland   | Moon Biegel Esteves    | 0           | 0           | 0           | 0           | 0              | 0              | 0           | 0           | 3e              | PEC Zwolle          | 30 juni 2025 |
| Verdedigsters   |                      |                        |             |             |             |             |                |                |             |             |                 |                     |              |
| 2               | Vlag van Denemarken  | Sara Thrige            | 0           | 0           | 0           | 0           | 0              | 0              | 0           | 0           | 3e              | AC Milan            | 30 juni 2027 |
| 3               | Vlag van Nederland   | Gwyneth Hendriks       | 0           | 0           | 0           | 0           | 0              | 0              | 0           | 0           | 4e              | ADO Den Haag        | 30 juni 2028 |
| 5               | Vlag van Nederland   | Melanie Bross          | 0           | 0           | 0           | 0           | 0              | 0              | 0           | 0           | 6e              | Sc Heerenveen       | 30 juni 2027 |
| 23              | Vlag van Nederland   | Myrthe Kemper-Moorrees | 0           | 0           | 0           | 0           | 0              | 0              | 0           | 0           | 6e              | Fortuna Sittard     | 30 juni 2026 |
| 24              | Vlag van Nederland   | Emmeke Henschen        | 0           | 0           | 0           | 0           | 0              | 0              | 2           | 0           | 3e              | VV Alkmaar          | 30 juni 2026 |
| 25              | Vlag van Nederland   | Emma Frijns            | 0           | 0           | 0           | 0           | 0              | 0              | 0           | 0           | 3e              | Jeugd               | 30 juni 2027 |
| 44              | Vlag van Nederland   | Anissa Chibani         | 0           | 0           | 0           | 0           | 0              | 0              | 0           | 0           | 2e              | Jeugd               | 30 juni 2028 |
| ?               | Vlag van België      | Louize Haentjens       | 0           | 0           | 0           | 0           | 0              | 0              | 0           | 0           | 1e              | Oud-Heverlee Leuven | 30 juni 2028 |
| ?               | Vlag van Nederland   | Aniek Nouwen           | 0           | 0           | 0           | 0           | 0              | 0              | 0           | 0           | 1e              | Chelsea FC          | 30 juni 2028 |
| Middenveldsters |                      |                        |             |             |             |             |                |                |             |             |                 |                     |              |
| 6               | Vlag van Nederland   | Sisca Folkertsma       | 0           | 0           | 0           | 0           | 0              | 0              | 0           | 0           | 4e              | Feyenoord           | 30 juni 2027 |
| 14              | Vlag van Nederland   | Laura Strik            | 0           | 0           | 0           | 0           | 0              | 0              | 0           | 0           | 6e              | sc Heerenveen       | 30 juni 2026 |
| 17              | Vlag van België      | Lore Jacobs            | 0           | 0           | 0           | 0           | 0              | 0              | 0           | 0           | 2e              | RSC Anderlecht      | 30 juni 2027 |
| 20              | Vlag van Nederland   | Nina Nijstad           | 0           | 0           | 0           | 0           | 0              | 0              | 0           | 0           | 3e              | sc Heerenveen       | 30 juni 2028 |
| 21              | Vlag van Nederland   | Robine Lacroix         | 0           | 0           | 0           | 0           | 0              | 0              | 0           | 0           | 3e              | Jeugd               | 30 juni 2026 |
| 36              | Vlag van Nederland   | Tess van der Vliet     | 0           | 0           | 0ll0        | 0           | 0              | 0              | 0           | 0           | 2e              | Jeugd               | Contractloos |
| Aanvalsters     |                      |                        |             |             |             |             |                |                |             |             |                 |                     |              |
| 11              | Vlag van Nederland   | Renate Jansen          | 0           | 0           | 0           | 0           | 0              | 0              | 0           | 0           | 2e              | FC Twente           | 30 juni 2026 |
| 22              | Vlag van Nederland   | Chimera Ripa           | 0           | 0           | 0           | 0           | 0              | 0              | 0           | 0           | 4e              | Sc Heerenveen       | 30 juni 2028 |
| 27              | Vlag van Zwitserland | Riola Xhemaili         | 0           | 0           | 0           | 0           | 0              | 0              | 0           | 0           | 2e              | VfL Wolfsburg       | 30 juni 2028 |
| 29              | Vlag van Nederland   | Fenna Kalma            | 0           | 0           | 0           | 0           | 0              | 0              | '0          | 0           | 2e              | VfL Wolfsburg       | 30 juni 2028 |
| 32              | Vlag van Nederland   | Aniek Janssen          | 0           | 0           | 0           | 0           | 0              | 0              | 0           | 0           | 3e              | Jeugd               | 30 juni 2026 |
| ?               | Vlag van Nederland   | Liz Rijsbergen         | 0           | 0           | 0           | 0           | 0              | 0              | 0           | 0           | 3e              | FC Twente           | 30 juni 2028 |
| Nr.             | Nat.                 | Naam                   | W           | Goal        | W           | Goal        | W              | Goal           | W           | Goal        | Seizoen bij PSV | Vorige club         | Contract     |
| Nr.             | Nat.                 | Naam                   | Competitie  | Competitie  | Beker       | Beker       | Eredivisie Cup | Eredivisie Cup | Totaal      | Totaal      | Seizoen bij PSV | Vorige club         | Contract     |

### Legenda
| # | Reden                                          |
| - | ---------------------------------------------- |
|   | Heeft de club in het lopende seizoen verlaten. |

### Technische staf
| Naam              | Functie      |
| ----------------- | ------------ |
| Roeland ten Berge | Hoofdtrainer |

## Transfers

### Zomer

#### Aangetrokken 2025/26
| Nat.                 | Naam             | Van                 | Contract     | Bijzonderheden |
| -------------------- | ---------------- | ------------------- | ------------ | -------------- |
| Vlag van België      | Louize Haentjens | Oud-Heverlee Leuven | 30 juni 2028 |                |
| Vlag van Nederland   | Aniek Nouwen     | Chelsea FC          | 30 juni 2028 |                |
| Vlag van Nederland   | Liz Rijsbergen   | FC Twente           | 30 juni 2028 |                |
| Vlag van Zwitserland | Riola Xhemaili   | VfL Wolfsburg       | 30 juni 2028 | Was al gehuurd |

#### Vertrokken 2025/26
| Nat.               | Naam              | Naar       | Bijzonderheden |
| ------------------ | ----------------- | ---------- | -------------- |
| Vlag van Nederland | Veerle Buurman    | Chelsea FC |                |
| Vlag van Nederland | Ranneke Derks     | Ajax       |                |
| Vlag van Nederland | Shanique Dessing  | AZ         |                |
| Vlag van Nederland | Joëlle Smits      | Ajax       |                |
| Vlag van Nederland | Fleur Stoit       | Feyenoord  |                |
| Vlag van Nederland | Janneke Verheijen | Onbekend   |                |
| Vlag van Nederland | Siri Worm         |            | Gestopt        |

### Jeugdopleiding

#### Aangetrokken 2025/26
| Nat.               | Naam           | Contract     | Bijzonderheden |
| ------------------ | -------------- | ------------ | -------------- |
| Vlag van Nederland | Anissa Chibani | 30 juni 2028 |                |

#### Vertrokken 2025/26
| Nat.               | Naam            | Naar          | Bijzonderheden |
| ------------------ | --------------- | ------------- | -------------- |
| Vlag van Nederland | Brenda Badenhop | sc Heerenveen |                |
| Vlag van Nederland | Bente Vermeer   | sc Heerenveen |                |

### Winter

#### Aangetrokken 2025/26
| Nat. | Naam | Van | Bijzonderheden |
| ---- | ---- | --- | -------------- |
|      |      |     |                |

#### Vertrokken 2025/26
| Nat. | Naam | Naar | Bijzonderheden |
| ---- | ---- | ---- | -------------- |
|      |      |      |                |

## Wedstrijdstatistieken

### Oefenwedstrijden
| Oefenwedstrijd 1                                                                         | SG Essen-Schönebeck                   | 2 – 0 (2 – 0)    | PSV                                                          | Opstelling PSV |
| 5 juli 2025 Aanvangstijd: 12:30 uur Plaats: Essen Helmut-Rahn Sportanlage                | Laura Pucks 43' Jette ter Horst 45+1' | Wedstrijdverslag |                                                              | Biegel Esteves, Haentjens, McNamara, Kemper-Moorrees, Tonkin, Lacroix, Folkertsma, Van der Vliet, Janssen, Jacobs, Touw Wissels: Alkemade, Bross, Frijns, Nijstad, Henschen                                |
| Oefenwedstrijd 2                                                                         | Borussia Mönchengladbach              | 1 – 5 (0 – 0)    | PSV                                                          | Opstelling PSV |
| 10 juli 2025 Aanvangstijd: 18.00 uur Plaats: Mönchengladbach Grenzland Stadion           |                                       | Wedstrijdverslag | 53', 72', 78' Lore Jacobs 75' Melanie Bross 80' Nina Nijstad | Onbekend |
| Oefenwedstrijd 3                                                                         | PSV                                   | 1 – 0 (1 – 0)    | FC Nordsjælland                                              | Opstelling PSV |
| 3 augusutus 2025 Aanvangstijd: 13.00 uur Plaats: Eindhoven PSV Campus De Herdgang        | Nina Nijstad 40'                      | Wedstrijdverslag |                                                              | Biegel Esteves, Thrige, Henschen, Kemper-Moorrees, Bross, Lacroix, Folkertsma, Nijstad, Janssen, Jacobs, Vos Wisselspeelsters: Alkemade, Haentjens, Frijns, Chibani, Touw, Huitzing, Meekelenkam, Da Deppo |
| Oefenwedstrijd 4                                                                         | PSV                                   | 1 – 3 (1 – 3)    | RSC Anderlecht                                               | Opstelling PSV |
| 8 augusutus 2025 Aanvangstijd: 14.00 uur Plaats: Eindhoven PSV Campus De Herdgang        | Lore Jacobs                           | Wedstrijdverslag | Vigdís Lilja Kristjánsdóttir Tine De Caigny Luna Vanzeir     | Evrard, Thrige, Henschen, Haentjens, Frijns, Folkertsma, Nijstad, Lacroix, Xhemaili, Jacobs, Jansen Wisselspeelsters: Alkemade, Biegel Esteves, Chibani, Bross, Kemper-Moorrees, Ripa, Janssen             |
| Oefenwedstrijd 5                                                                         | Bayer 04 Leverkusen                   | 0 – 0 (0 – 0)    | PSV                                                          | Opstelling PSV |
| 15 augusutus 2025 Aanvangstijd: 12.00 uur Plaats: Leverkusen Leistungzentrum Kurtekotten | Lilla Turányi                         | Wedstrijdverslag |                                                              | Evrard, Touw, Kemper-Moorrees, Haentjens, Frijns, Lacroix, Young, Nijstad, Janssen, Jacobs, Chibani |

### Eredivisie
|       | ADO Den Haag | Ajax | AZ Alkmaar | Excelsior | Feyenoord | sc Heerenveen | Hera United / Telstar | NAC Breda | PEC Zwolle | FC Twente | FC Utrecht |
| ----- | ------------ | ---- | ---------- | --------- | --------- | ------------- | --------------------- | --------- | ---------- | --------- | ---------- |
| Thuis | –            | –    | –          | –         | –         | –             | –                     | –         | –          | –         | –          |
| Uit   | –            | –    | –          | –         | –         | –             | –                     | –         | –          | –         | –          |

| Speelronde 1                                                                              | PSV           | – ( – )          | Excelsior     | Opstelling PSV |
| 6 september 2025 Aanvangstijd: 14.00 uur Plaats: Eindhoven PSV Campus De Herdgang         |               | Wedstrijdverslag |               |                |
| Speelronde 2                                                                              | FC Utrecht    | – ( – )          | PSV           | Opstelling PSV |
| 21 september 2025 Aanvangstijd: 16.45 uur Plaats: Utrecht Sportcomplex Zoudenbalch        |               | Wedstrijdverslag |               |                |
| Speelronde 3                                                                              | PSV           | – ( – )          | Telstar       | Opstelling PSV |
| 28 september 2025 Aanvangstijd: 16.45 uur Plaats: Eindhoven PSV Campus De Herdgang        |               | Wedstrijdverslag |               |                |
| Speelronde 4                                                                              | PSV           | – ( – )          | FC Twente     | Opstelling PSV |
| 4 oktober 2025 Aanvangstijd: 14.00 uur Plaats: Eindhoven PSV Campus De Herdgang           |               | Wedstrijdverslag |               |                |
| Speelronde 5                                                                              | NAC Breda     | – ( – )          | PSV           | Opstelling PSV |
| 11 oktober 2025 Aanvangstijd: 14.00 uur Plaats: Breda Sportpark Heksenwiel                |               | Wedstrijdverslag |               |                |
| Speelronde 6                                                                              | PSV           | – ( – )          | AZ            | Opstelling PSV |
| 2 november 2025 Aanvangstijd: 16.45 uur Plaats: Eindhoven PSV Campus De Herdgang          |               | Wedstrijdverslag |               |                |
| Speelronde 7                                                                              | Ajax          | – ( – )          | PSV           | Opstelling PSV |
| 8 november 2025 Aanvangstijd: 14.00 uur Plaats: Amsterdam Sportpark De Toekomst           |               | Wedstrijdverslag |               |                |
| Speelronde 8                                                                              | PSV           | – ( – )          | sc Heerenveen | Opstelling PSV |
| 23 november 2025 Aanvangstijd: 12.15 uur Plaats: Eindhoven PSV Campus De Herdgang         |               | Wedstrijdverslag |               |                |
| Speelronde 9                                                                              | ADO Den Haag  | – ( – )          | PSV           | Opstelling PSV |
| 6 december 2025 Aanvangstijd: 14.00 uur Plaats: Den Haag Bingoal Stadion                  |               | Wedstrijdverslag |               |                |
| Speelronde 10                                                                             | PSV           | – ( – )          | Feyenoord     | Opstelling PSV |
| 21 december 2025 Aanvangstijd: 16.45 uur Plaats: Eindhoven PSV Campus De Herdgang         |               | Wedstrijdverslag |               |                |
| Speelronde 11                                                                             | PEC Zwolle    | – ( – )          | PSV           | Opstelling PSV |
| 17-18 januari 2026 Aanvangstijd: n.t.b. Plaats: Zwolle MAC³PARK stadion                   |               | Wedstrijdverslag |               |                |
| Speelronde 12                                                                             | PSV           | – ( – )          | FC Utrecht    | Opstelling PSV |
| 24-25 januari 2026 Aanvangstijd: n.t.b. Plaats: Eindhoven PSV Campus De Herdgang          |               | Wedstrijdverslag |               |                |
| Speelronde 13                                                                             | Feyenoord     | – ( – )          | PSV           | Opstelling PSV |
| 31 januari-1 februari 2026 Aanvangstijd: n.t.b. Plaats: Rotterdam Sportcomplex Varkenoord |               | Wedstrijdverslag |               |                |
| Speelronde 14                                                                             | PSV           | – ( – )          | PEC Zwolle    | Opstelling PSV |
| 7-14-15 februari 2026 Aanvangstijd: n.t.b. Plaats: Eindhoven PSV Campus De Herdgang       |               | Wedstrijdverslag |               |                |
| Speelronde 15                                                                             | AZ            | – ( – )          | PSV           | Opstelling PSV |
| 21-22 februari 2026 Aanvangstijd: n.t.b. Plaats: Wijdewormer AFAS Trainingscomplex        |               | Wedstrijdverslag |               |                |
| Speelronde 16                                                                             | Excelsior     | – ( – )          | PSV           | Opstelling PSV |
| 14-15 maart 2026 Aanvangstijd: n.t.b. Plaats: Rotterdam Stadion Woudestein                |               | Wedstrijdverslag |               |                |
| Speelronde 17                                                                             | PSV           | – ( – )          | NAC Breda     | Opstelling PSV |
| 21-28-29 maart 2025 Aanvangstijd: n.t.b. Plaats: Eindhoven PSV Campus De Herdgang         |               | Wedstrijdverslag |               |                |
| Speelronde 18                                                                             | PSV           | – ( – )          | Ajax          | Opstelling PSV |
| 4-5 april 2026 Aanvangstijd: n.t.b. Plaats: Eindhoven PSV Campus De Herdgang              |               | Wedstrijdverslag |               |                |
| Speelronde 19                                                                             | sc Heerenveen | – ( – )          | PSV           | Opstelling PSV |
| 25-26 april 2025 Aanvangstijd: n.t.b. Plaats: Heerenveen Sportpark Skoatterwald           |               | Wedstrijdverslag |               |                |
| Speelronde 20                                                                             | Telstar       | – ( – )          | PSV           | Opstelling PSV |
| 2-3 mei 2025 Aanvangstijd: n.t.b. Plaats: Velsen-Zuid 711 Stadion                         |               | Wedstrijdverslag |               |                |
| Speelronde 21                                                                             | PSV           | – ( – )          | ADO Den Haag  | Opstelling PSV |
| 8 mei 2025 Aanvangstijd: 20.00 uur Plaats: Eindhoven PSV Campus De Herdgang               |               | Wedstrijdverslag |               |                |
| Speelronde 22                                                                             | FC Twente     | – ( – )          | PSV           | Opstelling PSV |
| 22 mei 2025 Aanvangstijd: 20.00 uur Plaats: Enschede Sportpark Schreurserve               |               | Wedstrijdverslag |               |                |

### Champions League
| Eerste Ronde                                              | PSV | – ( – )          | Manchester United                  | Opstelling PSV |
| 27 augustus 2025 Aanvangstijd: nnb. Plaats: Stockholm     |     | Wedstrijdverslag |                                    |                |
| Tweede Ronde                                              | PSV | – ( – )          | Hammarby IF / FC Metalist Kharkhiv | Opstelling PSV |
| 30 augustus 2025 Aanvangstijd: nnb. uur Plaats: Stockholm |     | Wedstrijdverslag |                                    |                |

## Statistieken PSV 2025/2026

### Tussenstand PSV in de Nederlandse Eredivisie Vrouwen 2025 / 2026
| Stand | Gespeeld | Gewonnen | Gelijk | Verloren | Punten | Doelpunten voor | Doelpunten tegen | Gele kaarten | Rode kaarten |
| ----- | -------- | -------- | ------ | -------- | ------ | --------------- | ---------------- | ------------ | ------------ |
|       |          |          |        |          |        |                 |                  |              |              |

### Topscorers
| #              | Naam   | Goal |
| -------------- | ------ | ---- |
| 1.             |        |      |
| Eigen doelpunt |        |      |
|                |        |      |
| Totaal         | Totaal | 0    |

| #      | Naam   | Goal |
| ------ | ------ | ---- |
| 1.     |        |      |
| Totaal | Totaal | 0    |

| #      | Naam   | Goal |
| ------ | ------ | ---- |
| 1.     |        |      |
| Totaal | Totaal | 0    |

| #      | Naam          | Goal |
| ------ | ------------- | ---- |
| 1.     | Lore Jacobs   | 4    |
| 2.     | Nina Nijstad  | 2    |
| 3.     | Melanie Bross | 1    |
| Totaal | Totaal        | 7    |

### Kaarten
| #      | Naam   | Kreeg geel |
| ------ | ------ | ---------- |
| 1.     |        | 0          |
| Totaal | Totaal | 0          |

| #      | Naam   | Kreeg voor de tweede keer geel en dus rood |
| ------ | ------ | ------------------------------------------ |
| –      |        | 0                                          |
| Totaal | Totaal | 0                                          |

| #      | Naam   | Weggestuurd |
| ------ | ------ | ----------- |
| 1.     |        |             |
| Totaal | Totaal | 0           |

## Voetnoten
ADO Den Haag · 
Ajax · 
AZ · 
Excelsior Rotterdam · 
Feyenoord · 
sc Heerenveen · 
NAC Breda · 
PEC Zwolle · 
PSV · 
Telstar · 
FC Twente · 
FC Utrecht